# Малан, Магнус
Магнус Андре де Мериндоль Малан (африк. Magnus André de Merindol Malan; 30 января 1930, Претория — 18 июля 2011, Дурбанвиль) — южноафриканский военный, политик и государственный деятель времён апартеида. Командующий вооружёнными силами (1973—1976) и сухопутными войсками (1976—1980) ЮАР. Министр обороны в кабинете Питера Боты (1980—1989), член кабинета Фредерика де Клерка (1989—1993). Ближайший сподвижник Боты, автор военно-политической стратегии его правительства. Африканерский националист, активный антикоммунист. Видный деятель Национальной партии. Ушёл в отставку при демонтаже системы апартеида.

## Происхождение
Происходил из рода французских гугенотов, в конце XVII века перебравшихся в Южную Африку из-за религиозных гонений. Родился в семье известного биохимика Авриля де Мериндоля, впоследствии спикера нижней палаты южноафриканского парламента. Мать Магнуса Малана — Элизабет Фредерика Малан — принадлежала к влиятельному в африканерской общине ЮАР клану, состояла в родстве с основоположником апартеида Даниэлем Франсуа Маланом. При совершеннолетии Магнус Андре взял двойную фамилию от отца и матери, но основной стала вторая.
Окончил Африканерскую высшую юношескую школу. С детства Магнус Малан мечтал служить в армии, однако по настоянию отца поступил в Стелленбосский университет. После года обучения поступил на офицерские курсы. Окончил Преторийский университет в 1953.

## Военная карьера
Военную службу начинал во флоте. Служил в морской пехоте на военно-морской базе острова Роббен. В звании лейтенанта перешёл в сухопутные войска. В 1962—1963 проходил обучение в США. Вернувшись в ЮАР, сделал быструю командную карьеру.
В 1973 Магнус Малан в генеральском звании был назначен командующим вооружёнными силами ЮАР. Из-за разногласий с премьер-министром Балтазаром Форстером в 1976 перешёл на командование сухопутными войсками.
Тесно взаимодействовал с министром обороны Питером Ботой. Армия ЮАР под командованием Магнуса Малана считалась сильнейшей в Африке. В октябре 1980 года премьер-министр Питер Бота назначил Магнуса Малана министром обороны. Альянс Боты и Малана во многом определял политику ЮАР 1980-х годов.

## В правительстве Боты. Стратег обороны ЮАР
Военная доктрина Боты-Малана предусматривала жёсткий отпор любым попыткам подрыва политического режима ЮАР. Любые антиправительственные действия и выступления против апартеида — «тотальный натиск» — приравнивались к коммунистической агрессии и рассматривались как происки СССР. Соответственно, разработанная Маланом стратегия национальной обороны ЮАР исходила из контекста Холодной войны и считалась элементом глобального антикоммунистического противостояния.

Мы вели войну. Я командовал более чем 100-тысячной армией. Фронт простирался от Лондона до Москвы.

Магнус Малан

В 1975—1976 Малан и Бота выступали за полномасштабное участие в ангольской гражданской войне и силовое устранение режима МПЛА как опасного для ЮАР. Однако премьер-министр Балтазар Форстер и глава политической полиции БОСС Хендрик ван ден Берг настояли на ограниченном вмешательстве, окончившимся поражением. Именно из-за этих противоречий Магнус Малан и был в 1976 переведён с командования вооружёнными силами на командование сухопутной армией.
Бота и Малан активно поддерживали в Анголе антикоммунистическое повстанческое движение УНИТА. Военная разведка ЮАР помогала также мозамбикскому РЕНАМО. Особую наступательность во внешней военной политике проявлял Малан. Даже вопреки официальной позиции правительства Боты он делал заявления в поддержку РЕНАМО. Активно велись операции против СВАПО в оккупированной Намибии. Удары по базам АНК наносились южноафриканскими войсками в Мозамбике, Зимбабве, Замбии, Лесото.
С середины 1980-х армейские подразделения стали, наряду с полицией, применяться для подавления внутренних беспорядков в ЮАР.

## Особенности политического курса
Магнус Малан был убеждённым африканерским националистом, правым консерватором и сторонником апартеида. Он занимал руководящие посты в Национальной партии. Малана зачастую считали закулисным правителем ЮАР, направляющим действия Боты. В этой связи высказывались опасения, что в ЮАР установится открытая военная диктатура.
Как политик и член правительства Магнус Малан понимал сложности социально-политического положения ЮАР. Он занимал более прагматичные позиции, чем большинство белых расистов, типа Джимми Крюгера и Хендрика ван ден Берга (отстранённых Ботой). Он публично заявлял, что государство апартеида должно учитывать социальные нужды чернокожего большинства — только таким образом возможно вывести бунтующие массы из-под влияния «революционной элиты». Малан специально изучал сочинения Мао Цзэдуна, дабы понимать коммунистическую стратегию борьбы и находить адекватные методы сопротивления.
Малан был противником политической либерализации и демократизации, но выступал за усиление социальной политики. По его словам, африканцы ЮАР нуждались в улучшении жилищных условий, продовольственном снабжении, образовании и рабочих местах, а не в политических правах. Он инициировал программу жилищного строительства в «политически неблагонадёжных» районах, называя это «борьбой за сердца и умы» чернокожих. Однако этот проект не получил развития из-за разногласий Министерства обороны с хозяйственными ведомствами.
На военных постах Малан добивался также снятия второстепенных расовых ограничений (типа запрета неграм на посещение кафе, ресторанов, гостиниц и т. п.), особенно для представителей негритянского среднего класса. Министерство обороны выпустило летом 1976 специальную брошюру для военнослужащих, требовавшую уважительного отношения к неграм и запрещавшую расистские оскорбления. Отмечалось, однако, что эти ограниченные уступки совершались под влиянием поражения в Анголе.
В 1988 Фредерик Бота и Магнус Малан представляли ЮАР на переговорах в Кабо-Верде и в Браззавиле по намибийскому урегулированию. Было достигнуто соглашение о предоставлении независимости Намибии на условиях вывода из Анголы кубинского экспедиционного корпуса. Соглашение было реализовано в 1990.
В белой общине ЮАР Магнус Малан, как и всё правительство Боты, подвергался критике с двух сторон. Ультраправое Движение сопротивление африканеров (Эжен Тербланш) обвиняло его в «либерализме» и уступках АНК. Прогрессивная федеральная партия англоязычных либералов (Хелен Сазман, Гарри Шварц) — в консерватизме и расизме. Однако для большинства белых граждан ЮАР, особенно африканерских фермеров, мелких предпринимателей и рабочих, Малан оставался высоким политическим авторитетом.

## Разногласия с де Клерком. Отставка
В январе 1989 Питер Бота по состоянию здоровья оставил пост председателя Национальной партии. Его сменил Фредерик де Клерк, который в августе 1989 занял пост президента. С новым лидером у Магнуса Малана существовали серьёзные политические разногласия. Малан был противником ускоренного демонтажа апартеида, прямых переговоров с АНК, легализации ЮАКП.
В новых условиях Малан сделал ставку на союз белых консерваторов с чёрными антикоммунистами, прежде всего партией Инката. Армейские тренировочные лагеря для зулусских боевиков Мангосуту Бутелези были организованы Министерством обороны ещё до 1989. Между правыми активистами Инкаты и левыми приверженцами АНК происходили кровопролитные столкновения. Политические противоречия осложнялись межэтнической враждой коса (в основном поддерживающих АНК) с зулу (массовая база Инкаты).
Такие действия министра обороны не были поддержаны президентом де Клерком. В 1991 он переместил Малана на менее значимый пост министра водного и лесного хозяйства.
3 февраля 1993 Магнус Малан объявил о своей отставке с правительственного поста. Он также сдал парламентский мандат и вышел из Национальной партии.

## После апартеида
Вскоре после окончательного демонтажа апартеида, всеобщих выборов 1994 и прихода к власти правительства Нельсона Манделы Магнус Малан в составе группы из двадцати отставных военных был привлечён к суду по обвинению в организации убийства тринадцати сторонников АНК во время беспорядков близ Дурбана в 1987. По итогам процесса Малан был оправдан. В 1997 он давал показания Комиссии истины и примирения.
В 2008 было опубликовано программное интервью Магнуса Малана. Он отметил, что его лагерь одержал военную победу, но потерпел политическое поражение. Малан по-прежнему заявлял, что демократический принцип «правления большинства» оказался для ЮАР как минимум «преждевременным». По его словам, партия, тем или иным путём получившая большинство голосов на выборах — в данном случае, по смыслу, речь могла идти об АНК — устанавливает свою безраздельную власть, притесняя инакомыслящих и оппозиционные социальные группы.

## Кончина и память
Магнус Малан скончался в собственном доме в возрасте 81 года. Соболезнования семье выразил президент ЮАР Джейкоб Зума — лидер АНК, бывший активист ЮАКП, непримиримый политический противник Малана. Зума назвал Малана «человеком, который по-своему служил Южной Африке». Обращение с соболезнованием и специальное партийное заявление приняло руководство АНК. В заявлении отмечалось, что «в конечном счёте Малан понял необходимость перемен в стране».
Откликнулся на кончину Малана и Фредерик де Клерк. Он отметил заслуги покойного в укреплении южноафриканской армии, которая позволила ЮАР устоять до того времени, когда «падение советской коммунистической системы позволило пойти на переговоры и перейти к демократии».
За годы военной службы и правительственной деятельности Магнус Малан был удостоен восьми высоких государственных наград. В 1986 его именем был назван военный корабль — в 1997 переименованный в честь воина племени коса Маканды, участника антиколониальной борьбы.
Почти полвека Магнус Малан был женат на Магриете Йоханне ван дер Вальт. Имел двух сыновей, дочь и девятерых внуков.